# Arquímedes Herrera
Arquímedes Herrera (ur. 8 sierpnia 1935 w Bobures, zm. 30 maja 2013 w Maracaibo) – wenezuelski lekkoatleta, sprinter.

## Lata młodości
Był synem Arquímedesa Soto i Any Herrery (jego ojciec nigdy nie uznał ojcostwa). W młodości uprawiał siatkówkę. Jako nastolatek wstąpił do wojska. Po odejściu zaczął uprawiać lekkoatletykę.

## Kariera
W 1961 został mistrzem Ameryki Południowej w biegu na 100 metrów z czasem 10,6 s oraz wicemistrzem w biegu na 200 m z czasem 21,6 s. Rok później zdobył dwa medale igrzysk Ameryki Środkowej i Karaibów: brązowy na 100 m z czasem 10,49 s i srebrny na 200 m z czasem 21,3 s, a także dwa medale igrzysk iberoamerykańskich: srebrny w sztafecie 4 × 100 m i brązowy na 200 m. W 1963 został mistrzem Ameryki Południowej na 100 m z czasem 10,2 s oraz 200 m z czasem 20,9 s, a także wywalczył trzy medale igrzysk panamerykańskich: srebrny na 100 m z czasem 10,59 s oraz w sztafecie 4 × 100 m i brązowy na 200 m z czasem 21,23 s. Zajął również 4. miejsce na liście najlepszych czasów na 100 m roku oraz został uznany najlepszym lekkoatletą roku przez niemiecki magazyn „Leichtathletik”. W 1964 wystartował na igrzyskach olimpijskich, na których wystąpił w biegu na 100 i 200 m oraz sztafecie 4 × 100 m. W biegu na 100 m odpadł w półfinale, zajmując 7. miejsce w swoim biegu z czasem 10,4 s, wcześniej przechodząc eliminacje (2. pozycja w swoim biegu z czasem 10,5 s) oraz ćwierćfinał (2. lokata w swoim biegu z czasem 10,4 s). Rywalizację na dwukrotnie dłuższym dystansie także zakończył na półfinale, w którym był 6. w swoim biegu z czasem 21,0 s. Wcześniej przeszedł eliminacje, plasując się na 2. pozycji w swoim biegu z czasem 21,3 s oraz ćwierćfinał, w którym zajął 4. miejsce w swoim biegu z czasem 21,2 s. Wenezuelska sztafeta 4 × 100 m z Herrerą w składzie zajęła 6. miejsce, uzyskując w finale czas 39,5 s. Wcześniej zespół przeszedł eliminacje, w których był 2. w swoim biegu z czasem 40,1 s oraz półfinał, w którym uplasował się na 3. pozycji z czasem 39,6 s. W 1965 wywalczył dwa medale igrzysk boliwaryjskich: złoty na 100 m z czasem 10,4 s i brązowy na 200 m z czasem 21,5 s. W 1970 na tych samych zawodach zdobył dwa srebrne medale: na 100 m z czasem 10,4 s i 200 m z czasem 21,5 s.
Były rekordzista kraju.
W 2009 został wpisany do galerii sławy wenezuelskiego sportu, a w 2011 halę sportową w Maracaibo nazwano jego imieniem.

## Losy po zakończeniu kariery
Po zakończeniu kariery pracował jako trener oraz sędzia lekkoatletyczny. Zmarł 30 maja 2013 w Maracaibo w wyniku infekcji spowodowanej niewydolnością nerek. Pochowany został 2 czerwca tegoż roku w Caja Seca.
W 2014 podjęto inicjatywę stworzenia nagrody im. Herrery przyznawanej młodzieżowcom reprezentującym stan Zulia w zawodach sportowych.

## Życie prywatne
Miał dwie córki: Anę Isabel i Anę Maríę oraz dwóch braci: Heromidesa de Jesúsa Garcíę i Ángela Provedio.